# Globo d'oro europeo
Il Globo d'oro europeo (European Golden Globe) è un premio assegnato ogni anno, dalla stampa estera in Italia, ad un giovane talento Italiano per la sua carriera internazionale.

## Vincitori

### Anni 2005-2009
- 2005: Monica Bellucci[2][3]
- 2006: Raoul Bova[4][5]
- 2007: Asia Argento[6]
- 2008: Caterina Murino[7]
- 2009: Gabriele Muccino e Alessandra Martines[8]

### Anni 2010-2019
- 2010: Gabriele Muccino[9]
- 2011: Riccardo Scamarcio[10]
- 2012: Andrea Osvárt[11]